# 異世紀機器人大戰系列
《異世紀機器人大戰系列》（日語：アナザーセンチュリーズエピソード，簡稱A.C.E.）是由FromSoftware製作，南夢宮萬代發售的PlayStation系列的機器人動作遊戲系列。
擁有可以擔任機體駕駛並操作各個機器人動畫（主要是寫實機器人）登場的機體的「王牌・機器人動作」系統。與超級機器人大戰系列同樣，是超越不同作品間隔的跨界作品。

## 異世紀機器人大戰
《異世紀機器人大戰》是系列的第一作，于2005年在索尼PlayStation 2日本地区发行。

## 異世紀機器人大戰2

### 概要
A.C.E.第2作。與前作故事無關。本作的母艦是亞爾比昂號。
故事模式中，原音重現了超越版權的不同角色間彼此互相對話的台詞。除了比前作更加強化角色的演出以外，也準備了原創主角而可以與劇本產生巨大的關連。玩家所操控的駕駛也會在插話時，以3D的方式呈現其頭部造型。
由於遊戲系統有巨大的變更，讓僚機能實際在地圖中出擊。除了可以輔助玩家以外，還可以使用由擊破敵機所累積的合作技條進行合体攻擊。合体攻擊無論由那位駕駛組成都能使用，另外如果組成符合原作的搭檔角色時，還能購使出特殊的合作技。
除此以外的變更點，就是自由模式可以在遊戲開始遊玩時就能選擇（也能選擇通過的關卡來玩），武器按鍵則可以透過切換模式變更，並且分成接近攻擊與射擊武器。改造時，所增加的能力以外的能力也不會因此下降。當改造完武器後，也能解除其限制而可以無限使用其武器。
2007年11月29日，發售收錄附有歌聲BGM的《異世紀機器人大戰2 Special Vocal Version》。
宣傳詞為「刻印在內心裡的、是王牌間的羈絆」。

### 故事大綱
塔克·蓋普霍德與瑪莉娜·卡林奉命在連邦軍特林頓基地，與鋼彈試作1号機一起對新型機体槍擊型弧光機進行實戰測試。但是那一晚，亞那貝爾·卡托卻為了奪取鋼彈試作2号機而來突襲。混乱中，瑪莉娜與槍擊型弧光機一起被打落。接受鋼彈試作2号機的追擊任務的亞爾比昂隊，發現在各地引起戰亂的黑手是一位開發包含槍擊型弧光機的弧光系列機叫作阿爾帕德·萊涅的人。然後也有一台酷似槍擊型弧光機的機體，卻突然以敵機的身分出現在塔克面前……。

### 原創角色

#### 主角方
塔克·蓋普霍德（声：岸尾大輔）
主角，槍擊型弧光機的駕駛。在UCE內雖然有擔任部隊長的實力，但卻是個機械白痴。加入亞爾比昂隊，並且在經歷各種戰鬥後發現阿爾帕德·萊涅的真意。最後雖然與瑪莉娜看似有進一步的發展，但在《A.C.E.3》中，連名字都沒有出現。雖然瑪莉娜講到他時會毫不保留，不過不曉得兩人之後關係發展如何。
瑪莉娜·卡林（声：進藤尚美）
女主角。駕駛塔克部隊中剩下的紅色槍擊型弧光機。與塔克一起加入亞爾比昂隊，但在特林頓基地卻行蹤不明。之後幫助萊涅計畫的進行，駕駛槍擊型弧光機強化型機數次襲擊亞爾比昂隊。在帕爾克霍爾茲死後也依然繼續追擊亞爾比昂隊，不過在塔克的說服下重新加入亞爾比昂隊。在《A.C.E.3》中，則是加入撫子隊。

#### 敵方
費提爾·帕爾克霍爾茲（声：青野武）
設計局的技術人員。去支援塔克與瑪莉娜所駕駛的槍擊型弧光機的開發指揮工作。雖然是個優秀的技術人員，但無論對誰都相當親切而非常有人望。
真面目則是阿爾帕德·萊涅博士的兒子。被認為為了證明父親的主張的正當性而向UCE進行恐怖攻擊。
故事後段中，奪取槍擊型弧光機、強擊型弧光機的原型機体羽翼弧光機強化型，駕駛強擊型弧光機與瑪莉娜一起向塔克等人挑戰而失敗並且因此跟著機體一起爆炸死亡。
阿爾帕德·萊涅（声：增谷康紀）
原UCE所屬的科学家。過去曾經發表從宇宙而來的侵略者的危險性，並且指揮因應這種情形的防衛兵器計畫，但因為一部分人的妨害而讓計畫失敗，自己也因此離開組織。
故事中段，率領無人機動兵器奪取潛水母艦並且向UCE宣戰。
本人早已死亡，所以是由兒子帕爾克霍爾茲來藉此隱藏其真面目，另外也是因為知道父親的遺憾所以才使用他的名字。

### 登場機器人的出處作品
★標誌為二代的初登場作品。
☆標誌是大型戰艦、在選擇機體的時候、因為無法選擇僚機、所以只能單機出擊。
| 出典元                                       | 機体                       |
| -------------------------------------------- | -------------------------- |
| ★超時空要塞                                  | VF-1J女武神                |
| ★超時空要塞                                  | VF-1J重武裝女武神          |
| ★超时空要塞 爱，还记得吗？                   | VF-1S攻擊型女武神(福克機)  |
| ★超时空要塞 爱，还记得吗？                   | VF-1S攻擊型女武神(輝機)    |
| ★超时空要塞 爱，还记得吗？                   | VF-1A超級女武神(輝機)      |
| ★超时空要塞 爱，还记得吗？                   | VF-1A超級女武神(馬克斯機)  |
| ★超时空要塞 爱，还记得吗？                   |                            |
| ★機動武鬥傳G鋼彈                             | 神威鋼彈                   |
| ★機動戰士GUNDAM 0083：Stardust Memory        | 鋼彈試作1号機              |
| ★機動戰士GUNDAM 0083：Stardust Memory        | 鋼彈試作2号機              |
| ★機動戰士GUNDAM 0083：Stardust Memory        | 鋼彈試作3号機☆             |
| ★機動戰士GUNDAM 0083：Stardust Memory        | ☆                          |
| ★新機動戰記GUNDAM W 無盡的華爾茲             | 飛翼GUNDAM零式             |
| ★新機動戰記GUNDAM W 無盡的華爾茲             | 地獄死神GUNDAM             |
| ★新機動戰記GUNDAM W 無盡的華爾茲             | 沙漠鋼彈                   |
| ★新機動戰記GUNDAM W 無盡的華爾茲             |                            |
| ★新機動戰記GUNDAM W 無盡的華爾茲             | 雙頭龍GUNDAM               |
| ★新機動戰記GUNDAM W 無盡的華爾茲             | III                        |
| ★機動戰艦撫子                                | 艾斯特巴利斯(明人機)       |
| ★機動戰艦撫子                                | 艾斯特巴利斯(凱機)         |
| ★機動戰艦撫子                                | 艾斯特巴利斯(涼子機)       |
| ★機動戰艦撫子                                | 艾斯特巴利斯(光機)         |
| ★機動戰艦撫子                                | 艾斯特巴利斯(泉機)         |
| ★機動戰艦撫子                                | 艾斯特巴利斯(明月機)       |
| ★機動戰艦撫子                                | 艾斯特巴利斯砲戰模式原型機 |
| 劇場版 機動戰艦撫子 -The prince of darkness- | 黑百合                     |
| 劇場版 機動戰艦撫子 -The prince of darkness- | 艾斯特巴利斯強化型(涼子機) |
| 劇場版 機動戰艦撫子 -The prince of darkness- | 艾斯特巴利斯強化型(光機)   |
| 劇場版 機動戰艦撫子 -The prince of darkness- | 艾斯特巴利斯強化型(泉機)   |
| 劇場版 機動戰艦撫子 -The prince of darkness- | 百合水仙                   |
| 劇場版 機動戰艦撫子 -The prince of darkness- | 夜天光                     |
| 蒼藍流星                                     | 雷茲納                     |
| 蒼藍流星                                     | 強化型雷茲納               |
| 蒼藍流星                                     | 雷茲納Mk-II                |
| 蒼藍流星                                     | 薩卡爾                     |
| 蒼藍流星                                     |                            |
| 蒼藍流星                                     |                            |
| 機動神腦                                     | 勇·Brain                   |
| 機動神腦                                     | 比瑪·Brain                 |
| 機動神腦                                     | 納莉·Brain                 |
| 機動神腦                                     | 強納森·巴隆卒              |
| 機動神腦                                     | 昆西·巴隆卒                |
| 聖戰士DUNBINE                                | 丹拜因                     |
| 聖戰士DUNBINE                                | 比爾拜因                   |
| 聖戰士DUNBINE                                | 茲瓦烏斯                   |
| 聖戰士DUNBINE                                | 雷普拉甘                   |
| ★麟光之翼                                    | 七神                       |
| ★麟光之翼                                    | 蒼鷹                       |
| 重戰機                                       | 艾爾鋼                     |
| 重戰機                                       | 艾爾鋼Mk-II                |
| 重戰機                                       | 努貝爾·迪薩多              |
| 重戰機                                       | 巴修                       |
| 重戰機                                       |                            |
| 重戰機                                       | 阿修羅·聖殿                |
| 重戰機                                       | 歐吉                       |
| 重戰機                                       | 艾托路                     |
| 機甲戰記                                     | 威龍1型                    |
| 機甲戰記                                     | 威龍1型強化版              |
| 機甲戰記                                     | 威龍2型                    |
| 機甲戰記                                     | 威龍2型強化版              |
| 機甲戰記                                     | 威龍3型                    |
| 機甲戰記                                     | 威龍3型(後期型)            |
| 機甲戰記                                     | 科洛京                     |
| 機甲戰記                                     |                            |
| 機甲戰記                                     | 基格諾沙力                 |
| 機動戰士鋼彈 逆襲的夏亞                      | ν鋼彈                      |
| 機動戰士鋼彈 逆襲的夏亞                      |                            |
| 機動戰士鋼彈 逆襲的夏亞                      | 沙薩比                     |
| A.C.E.原創機體                               | 槍擊型弧光機               |
| A.C.E.原創機體                               | 強擊型弧光機               |
| A.C.E.原創機體                               | 羽翼弧光機                 |

### BGM
《Special Vocal Version》中所收錄有歌聲的BGM。
超时空要塞 爱，还记得吗？
- 本曲也收錄在Another Century's Episode 2中。
歌手：飯島真理

機動武鬥傳G鋼彈
- FLYING IN THE SKY
歌手ト：鵜島仁文

機動戰士鋼彈0083 STARDUST MEMORY
- MEN OF DESTINY
歌手：MIQ(MIO)

新機動戰記鋼彈W Endless Waltz
- WHITE REFLECTION
歌手：TWO-MIX

機動戰艦撫子
- YOU GET TO BURNNING
歌手：松澤由美

蒼藍流星
- 歌手：AIRMAIL from NAGASAKI

機動神腦
- IN MY DREAM
歌手：真行寺惠里

聖戰士DUNBINE
- 歌手：MIQ(MIO)

重戰機
- 歌手：MIQ(MIO)

機甲戰記
- 歌手：鮎川麻彌

### 主題歌
主題歌：愛內里菜（GIZA studio）
- 印象曲「GLORIOUS」
作詞：愛內里菜 作曲：大野愛果 編曲：
- 片尾曲「PRECIOUS PLACE」
作詞：愛內里菜 作曲：小松未歩 編曲：津久井箇人
- 收錄在其單曲「GLORIOUS/PRECIOUS PLACE」（2006年3月29日發售）

## 異世紀機器人大戰3 THE FINAL

### 概要
雖然是A.C.E.第3作而被喻為最終作，不過隨著《異世紀機器人大戰R》在2010年的發售而遭破解（不過也能解釋成是PlayStation 2上的最終作）。與前作相比，新登場作品非常多。原創角色設定由ATLUS的副島成記負責、原創機体「艾克斯普拉烏」的設計、則由原FromSoftware公司職員的柳瀨敬之負責。另外本作也有A.C.E.系列作中第一個超級系作品的《真蓋特機器人 世界最後之日》登場。
作為本作大賣的一點，是因為能在戰鬥中播放各作品的主題曲與BGM（24首歌與15曲音樂）。另外，也廢除了前作的駕駛的頭部用3D呈現出來。取而代之的是以主角為首而將一部分的角色全身3D化，並呈現在故事中的影片中。另外不同機體的身高也有巨大的差異，像是有全高10m以下的丹拜因與帝皇基拿以及全長6000m以上的真龍。
系統則與前作的差異不大，除了廢止界線讓戰鬥的領域更為廣大外，也增加壓制敵人據點的新要素。在故事路線中增加了分岐路線，還會因為路線的不同而可以取得不同的同伴與機體，並且還會依據所通過的路線，而聽到另外未通過的路線的劇情。本作故事模式的第二輪則是能夠用與第一輪不同的路線來遊玩的方式。另外繼承前作中登場的解除限制系統，能夠在解除限制後，選擇要不要用解除模式來遊玩。
宣傳詞為「戰場上響起的歌聲、將要搖動著王牌駕駛的靈魂」。

### 故事大綱
一個普通的少年巴雷魯，在隕石落下時，突然被街上所出現的未知生命体襲擊而因此捲入戰鬥之中，並且與突然出現的少女—菲一起駕駛艾克斯普拉烏迎戰。這個神秘現象被撫子號認為是因為被叫作的設施所影響而造成的，但在他們前往設施那裡時，卻在那邊出現一個謎之機體擋在他們面前，還因為設施的啟動而讓他們跟著被丟到另一個空間。那裡就是「另一個地球」。
本作故事則是《A.C.E.2》的續集。並且以平行世界的《蓋特》、《交響詩篇》、《鋼彈X》、《極限戰士》的故事為主軸，還附隨《劇場版機動戰艦》、《機甲戰紀》、《逆襲的夏亞》、《麟光之翼》、《Macross Plus》等作品來進行故事。在繼承從前作登場的作品、對於《機甲戰紀》、《G鋼彈》、《鋼彈W》、《機動神腦》、《聖戰士DUNBINE》、《超時空要塞》都是採用原作結束後的設定。另外《機甲戰紀》、《Macross》、《鋼彈W》的故事則與本作故事毫不相關而接近客串的性質（就連《鋼彈W》也只有一台機體登場）。至於《鋼彈》、《∀鋼彈》、《鋼彈SEED》三部作品則是機體與駕駛都一起登場。

### 原創角色

#### 主角方
巴雷魯·歐蘭德（声：浪川大輔）
主角。原本是個普通的高中生，偶然間遇到與未知生命体戰鬥的菲而因此成為艾克斯普拉烏的駕駛，然後進入機動戰艦的撫子隊。最初對於戰鬥相當消極，但在多此遇到貝爾庫特後，想要透過戰鬥來確認為何他對自己如此的痛恨。
菲·羅修蘭提（声：園崎未惠）
女主角，艾克斯普拉烏的輔助駕駛。在找尋巴雷魯的過程中與未知生命體戰鬥，並且因此遇到巴雷魯。實際上她是平行世界的人，並且以提供艾克斯普拉烏的技術為條件而加入連邦軍。
瑪莉娜·卡林（声：進藤尚美）
前作的登場角色。為了從新吉翁手上奪回馬克羅斯而與撫子隊會合。

#### 敵方
貝爾庫特（声：浪川大輔）
敵方駕駛，本作的最終魔王。身為新連邦的幹部而執著於追擊巴雷魯與撫子隊。座機為角釘弧光機，之後改駕駛巨劍型弧光機。
真面目則是另一世界的巴雷魯，由於擁有操控的能力，遭新連邦追殺而對全世界絕望，因此改名為貝爾庫特，企圖使用來毀滅全世界。
安潔兒·雷瓦（声：不明）
貝爾庫特部隊的女駕駛。駕駛古利果利的有人改良型的艾利果利，之後改為駕駛艾利果利強化型向巴雷魯與撫子隊攻擊。最後遭到貝爾庫特擊沉。

#### 其他人
吉魯·帕魯托那
的設計者。巴雷魯的父親。將艾克斯普拉烏交給菲，請求她去救自己兒子。本作只有名字登場。

### 登場機器人的出處作品
★標誌為本系列作的初登場作品。
| ★機動戰士鋼彈                                | 鋼彈                                                                      |
| ★機動戰士鋼彈                                | 全裝甲鋼彈                                                                |
| ★機動戰士鋼彈                                | 完美鋼彈 （包括駕駛員，實際上是從模型狂四郎裡登場）                       |
| 機動戰士鋼彈 逆襲的夏亞                      | ν鋼彈 / ν鋼彈HWS装着型                                                    |
| 機動戰士鋼彈 逆襲的夏亞                      |                                                                           |
| 機動戰士鋼彈 逆襲的夏亞                      | 沙薩比                                                                    |
| 機動戰士鋼彈 逆襲的夏亞                      | 乍德·德卡(喬尼機)                                                         |
| 機動戰士鋼彈 逆襲的夏亞                      | 乍德·德卡(姬斯機)                                                         |
| 新機動戰記鋼彈W 無盡的華爾茲                 | 飛翼鋼彈零式                                                              |
| 機動武鬥傳G鋼彈                              | 神威鋼彈                                                                  |
| 機動武鬥傳G鋼彈                              |                                                                           |
| ★機動新世紀鋼彈X                             | 鋼彈X                                                                     |
| ★機動新世紀鋼彈X                             | 鋼彈X分裂者                                                               |
| ★機動新世紀鋼彈X                             | 鋼彈DX / G獵鷹DX                                                          |
| ★機動新世紀鋼彈X                             | 空中霸王鋼彈                                                              |
| ★機動新世紀鋼彈X                             | 班豹鋼彈                                                                  |
| ★機動新世紀鋼彈X                             | 華沙哥鋼彈                                                                |
| ★機動新世紀鋼彈X                             | 阿斯特龍鋼彈                                                              |
| ★機動新世紀鋼彈X                             | 華沙哥鋼彈·破壞者                                                         |
| ★機動新世紀鋼彈X                             | 阿斯特龍鋼彈·隱藏者                                                       |
| ★∀鋼彈                                       | ∀鋼彈                                                                     |
| ★∀鋼彈                                       | 逆X                                                                       |
| ★機動戰士鋼彈SEED                            | 自由鋼彈 / 自由鋼彈 with METEOR                                           |
| ★機動戰士鋼彈SEED                            | 正義鋼彈 / 正義鋼彈 with METEOR                                           |
| ★真蓋特機器人 世界最後之日                   | 真蓋特1 / 真蓋特2 / 真蓋特3 真蓋特1(龍馬) / 真蓋特2(隼人) / 真蓋特3(弁慶) |
| ★真蓋特機器人 世界最後之日                   | 黑蓋特                                                                    |
| 劇場版 機動戰艦撫子 -The prince of darkness- | 黑百合 / 高機動型黑百合 / 艾斯特巴利斯 (明人機)                           |
| 劇場版 機動戰艦撫子 -The prince of darkness- | 夜天光                                                                    |
| 劇場版 機動戰艦撫子 -The prince of darkness- | 艾斯特巴利斯強化型 (涼子機)                                               |
| 劇場版 機動戰艦撫子 -The prince of darkness- | 艾斯特巴利斯強化型 (光機)                                                 |
| 劇場版 機動戰艦撫子 -The prince of darkness- | 艾斯特巴利斯強化型 (泉機)                                                 |
| 劇場版 機動戰艦撫子 -The prince of darkness- | 百合水仙                                                                  |
| 超時空要塞 愛，還記得嗎？                    | VF-1A超級女武神·輝 / VF-1A(S)·輝                                          |
| 超時空要塞 愛，還記得嗎？                    | VF-1A超級女武神·馬克斯/ VF-1A(S)·馬克斯                                   |
| 超時空要塞 愛，還記得嗎？                    | VF-1J女武神·輝                                                            |
| 超時空要塞 愛，還記得嗎？                    | VF-1S女武神·輝 / VF-1S(S)·輝                                              |
| 超時空要塞 愛，還記得嗎？                    | VF-1S女武神·福克 / VF-1S(S)·福克                                          |
| 超時空要塞 愛，還記得嗎？                    | VF-1S女武神·馬克斯/ VF-1S(S)·馬克斯                                       |
| 超時空要塞 愛，還記得嗎？                    | （馬克斯）                                                                |
| 超時空要塞 愛，還記得嗎？                    | （米莉亞）                                                                |
| 超時空要塞 愛，還記得嗎？                    | 重裝甲女武神                                                              |
| ★Macross Plus                                | YF-19/YF-19 高速背包型                                                    |
| ★Macross Plus                                | YF-21/YF-21/VF-22雨燕                                                     |
| 聖戰士DUNBINE                                | 丹拜因                                                                    |
| 聖戰士DUNBINE                                | 比爾拜因 / 比爾拜因(迷彩型)                                               |
| 聖戰士DUNBINE                                | 茲瓦烏斯                                                                  |
| 聖戰士DUNBINE                                | 雷普拉甘                                                                  |
| 麟光之翼                                     | 七神機                                                                    |
| 麟光之翼                                     | 紅七神                                                                    |
| 麟光之翼                                     | 蒼鷹                                                                      |
| 機動神腦                                     | 勇·Brain                                                                  |
| 機動神腦                                     | 比瑪·Brain                                                                |
| 機動神腦                                     | 納莉·Brain                                                                |
| 機動神腦                                     | 強納森·巴隆卒                                                             |
| 機動神腦                                     | 昆西·巴隆卒                                                               |
| ★極限戰士                                    | 帝皇基拿                                                                  |
| ★極限戰士                                    | 多米涅達                                                                  |
| ★極限戰士                                    | 艾貝蘭薩                                                                  |
| ★極限戰士                                    | 卡其哥                                                                    |
| ★極限戰士                                    |                                                                           |
| ★交響詩篇                                    | 尼爾瓦修 type ZERO                                                        |
| ★交響詩篇                                    | 尼爾瓦修 type ZERO spec2                                                  |
| ★交響詩篇                                    | 尼爾瓦修 type ZERO spec3                                                  |
| ★交響詩篇                                    | 尼爾瓦修 type The END                                                     |
| ★交響詩篇                                    | 塔米納斯 type R909                                                        |
| ★交響詩篇                                    | 塔米納斯 type B303 Devilfish                                              |
| ★交響詩篇                                    | SH101·查爾斯&蕾伊機                                                       |
| 機甲戰記                                     | 威龍1型強化版                                                             |
| 機甲戰記                                     | 威龍2型強化版                                                             |
| 機甲戰記                                     | 威龍3型(後期型)                                                           |
| 機甲戰記                                     | 科洛京                                                                    |
| 機甲戰記                                     | 科洛京強化型                                                              |
| 機甲戰記                                     | 基格諾沙力                                                                |
| 機甲戰記                                     |                                                                           |
| A.C.E. 原創機體                              | 艾克斯普拉烏                                                              |
| A.C.E. 原創機體                              | 艾克斯普拉烏 form-B                                                       |
| A.C.E. 原創機體                              | 艾克斯普拉烏 form-G                                                       |
| A.C.E. 原創機體                              | 艾克斯普拉烏 form-H                                                       |
| A.C.E. 原創機體                              | 艾克斯普拉烏 form-T                                                       |
| A.C.E. 原創機體                              | 槍擊型弧光機                                                              |
| A.C.E. 原創機體                              | 角釘弧光機                                                                |
| A.C.E. 原創機體                              | 巨劍型弧光機                                                              |
| A.C.E. 原創機體                              | 巨劍型弧光機 幻影形態                                                     |

### 收錄曲
本作的BGM總共收錄歌聲版的曲子15聲、音樂版的曲子9首。另外也有附上歌手名字的歌存在。然後，也能將有歌聲的曲子設定成只有音樂出現。
機動戰士鋼彈
機動戰士鋼彈 逆襲的夏亞
新機動戰記鋼彈W 無盡的華爾茲
- LAST IMPRESSION
歌手：TWO-MIX

機動武鬥傳G鋼彈
- Trust You Forever
歌手：鵜島仁文

機動新世紀鋼彈X
- DREAMS
歌手：ROMANTIC MODE
- RESOLUTION
歌手：ROMANTIC MODE

∀鋼彈
- 歌手：西城秀樹

機動戰士鋼彈SEED
- Realize
歌手：玉置成實

真蓋特機器人 世界最後之日
- HEATS
歌手：影山浩宣

劇場版 機動戰艦撫子 -The prince of darkness-
超時空要塞 愛，還記得嗎？
- 歌手：飯島真理

Macross Plus
- INFORMATION HIGH
歌手：SHARON APPLE
- DOG FIGHT

聖戰士DUNBINE
- 歌手：MIQ(MIO)

麟光之翼
機動神腦
- IN MY DREAM
歌手：真行寺惠里

極限戰士
- 歌手：福山芳樹

交響詩篇
- DAYS
歌手：FLOW
- sakura
歌手：NIRGILIS
- STORYWRITER
歌手：SUPERCAR

機甲戰記
- 歌手：鮎川麻弥

A.C.E原創曲
- 深紅
歌手：島谷瞳
- Apoptosis Remix
- acid number
- GENE

### 主題曲
主題曲：島谷瞳（avex trax）
- 印象曲「深紅」
- 片尾曲
- 收錄在其單曲（2007年9月5日發售）

## 異世紀機器人大戰：R
自從《異世紀機器人大戰3 THE FINAL》闊別三年後復活的A.C.E.最新作。2010年8月19日發售。

## 異世紀機器人大戰 攜帶版
在《異世紀機器人大戰R》隔年發售的PlayStation Portable用遊戲。本作因為導入任務制，而沒有如以往系列作所擁有的劇本和故事。2011年1月13日發售。

## 備注
1. ↑  直到《異世紀機器人大戰2 Special Vocal Version》之前，全系列作作品發售當時的版權都屬於萬普，2008年4月1日由於被南夢宮萬代吸收為子公司，所以版權也跟著移轉。
2. ↑  包括能換裝成歐契斯（Orchis）。以史迪蒙（Stamen）出擊時，也能夠選擇僚機。
3. ↑  系列作第一個超級系作品。
4. ↑  原作未登場的新設定機体。是為了日昇動畫成立30周年記念、在本作品中初次披露。設計由大河原邦男負責。

## 關連項目
- 超級機器人大戰系列
- 裝甲核心系列

## 外部連結
- 異世紀機器人大戰 Official Web※A.C.E.系列官網。現在也兼為《A.C.E.Portable》的官網。
  - Another Century's Episode Official Web Space
  - Another Century's Episode 2 Official Web
  - Another Century's Episode 3 Official Web
  - Another Century's Episode:R Official Web